# Annona manabiensis
Annona manabiensis är en kirimojaväxtart som beskrevs av William Edwin Safford och Robert Elias Fries.
Annona manabiensis ingår i släktet annonor och familjen kirimojaväxter. Inga underarter finns listade i Catalogue of Life.